# Jennifer Nogueras
Jennifer Nogueras (ur. 1 sierpnia 1991 w San Juan) – portorykańska siatkarka, grająca na pozycji rozgrywającej.

## Sukcesy klubowe
Mistrzostwo Portoryko:
- 2015, 2016, 2017, 2019

Mistrzostwo Finlandii:
- 2019

## Sukcesy reprezentacyjne
Mistrzostwa Ameryki Północnej, Środkowej i Karaibów Kadetek:
- 2006

Puchar Panamerykański:
- 2014

Mistrzostwa Ameryki Północnej, Środkowej i Karaibów:
- 2021

## Nagrody indywidualne
- 2006: Najlepsza rozgrywająca Mistrzostw Ameryki Północnej, Środkowej i Karaibów Kadetek